# Fu (kana)
Fu ou hu (romanização do hiragana ふ ou katakana フ) é um dos kana japoneses que representam um mora. No sistema moderno da ordem alfabética japonesa (Gojūon), ele ocupa a 28ª posição do alfabeto, entre Hi e He.
O caractere pode ser combinado a um dakuten, para formar o ぶ em hiragana, ブ em katakana e bu em romaji; e pode ser combinado também a um handakuten, para formar o ぷ em hiragana, プ em katakana e pu em romaji.
| Forma                           | Romaji | Hiragana        | Katakana        | Exemplos de palavras (com kanji) |
| ------------------------------- | ------ | --------------- | --------------- | --- |
| Normal f- (は行 ha-gyō)         | fu     | ふ              | フ              | - ふゆ fuyu 冬 inverno - ふえる fueru 増える crescer/aumentar/muito mais - ふつう futsū 普通 normal - ふみきり fumikiri 踏み切り lugar de cruzamento - ふとん futon 布団 cobertor - フランス furansu França |
| Normal f- (は行 ha-gyō)         | fuu fū | ふう, ふぅ ふー | フウ, フゥ フー | - ふゆ fuyu 冬 inverno - ふえる fueru 増える crescer/aumentar/muito mais - ふつう futsū 普通 normal - ふみきり fumikiri 踏み切り lugar de cruzamento - ふとん futon 布団 cobertor - フランス furansu França |
| Com dakuten b- (ば行 ba-gyō)    | bu     | ぶ              | ブ              | - はんぶん hanbun 半分 metade - かぶ kabu 株 parte - ぶし bushi 武士 samurai - ハーブ hābu erva |
| Com dakuten b- (ば行 ba-gyō)    | buu bū | ぶう, ぶぅ ぶー | ブウ, ブゥ ブー | - はんぶん hanbun 半分 metade - かぶ kabu 株 parte - ぶし bushi 武士 samurai - ハーブ hābu erva |
| Com handakuten p- (ぱ行 pa-gyō) | pu     | ぷ              | プ              | - ランプ ranpu lâmpada |
| Com handakuten p- (ぱ行 pa-gyō) | puu pū | ぷう, ぷぅ ぷー | プウ, プゥ プー | - ランプ ranpu lâmpada |

| \| fa \| ふぁ \| ファ \| ファール fāru sujo \| \| fi \| ふぃ \| フィ \| フィンランド finrando Finlândia \| \| (fu) \| (ふ) \| (フ) \| \| \| fe \| ふぇ \| フェ \| フェルト feruto feltro \| \| fo \| ふぉ \| フォ \| フォード fōdo Ford \| |      |      |                                 |
| fa | ふぁ | ファ | ファール fāru sujo              |
| fi | ふぃ | フィ | フィンランド finrando Finlândia |
| (fu) | (ふ) | (フ) |                                 |
| fe | ふぇ | フェ | フェルト feruto feltro          |
| fo | ふぉ | フォ | フォード fōdo Ford              |

## Formas alternativas
No Braile japonês, ふ ou フ são representados como:
| ●  | ●  |
| － | － |
| ●  | ●  |

O Código Morse para ふ ou フ é: －－・・

## Traços

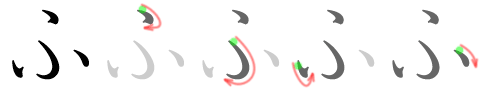
Seqüência de traços para escrita do ふ

Seqüência de traços para escrita do フ